# Margonema ringens
Margonema ringens är en rundmaskart som beskrevs av Nathan Augustus Cobb 1920. Margonema ringens ingår i släktet Margonema och familjen Axonolaimidae. Inga underarter finns listade i Catalogue of Life.